# Route nationale 125 (Portugal)
Pour les articles homonymes, voir Route nationale 125.
La route nationale 125 (EN 125, N125 ou Estrada Nacional 125") est une route nationale du Portugal, située en Algarve, elle relie Vila do Bispo à Vila Real de Santo António.

## Description
Orientée horizontalement, elle relie l'ensemble des villes d'Algarve, et elle a un rôle essentiel de communication et de transport. Depuis les années 2000, l'autoroute A22 (également appelée Via do Infante) offre le même parcours de façon beaucoup plus rapide. Cependant le coût du péage (télépéage par portiques uniquement) dissuade de nombreux usagers qui empruntent donc la N125.
Au fil des années, des contournements ont été réalisés soit pour éviter complètement les principales agglomérations (Portimão, Faro, Tavira), soit pour ne plus traverser le centre ville (Lagos, Olhão). Néanmoins, la N125 a une réputation de grande dangerosité, malgré les nombreux aménagements réalisés sur la majorité du tracé (remplacement des carrefours par des ronds-points, interdiction de bifurquer à gauche, vitesse limitée à 70 km/h).
Route de liaison, la N125 n'offre que peu de vues sur la mer. Elle est reliée à l'autoroute A22 par de nombreuses bretelles, et elle correspond aux extrémités méridionales des deux routes reliant l'Algarve à Lisbonne : EN 120 par la côte, EN 124 par l'intérieur de la région Alentejo.

## Parcours

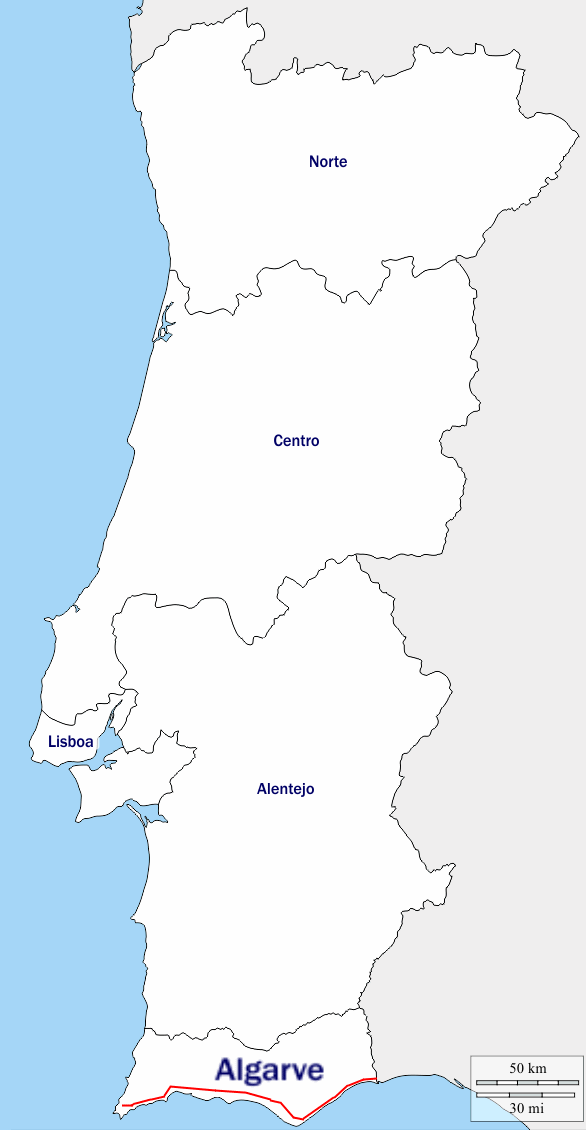
Parcours de la SS 125.